# Aage Friis

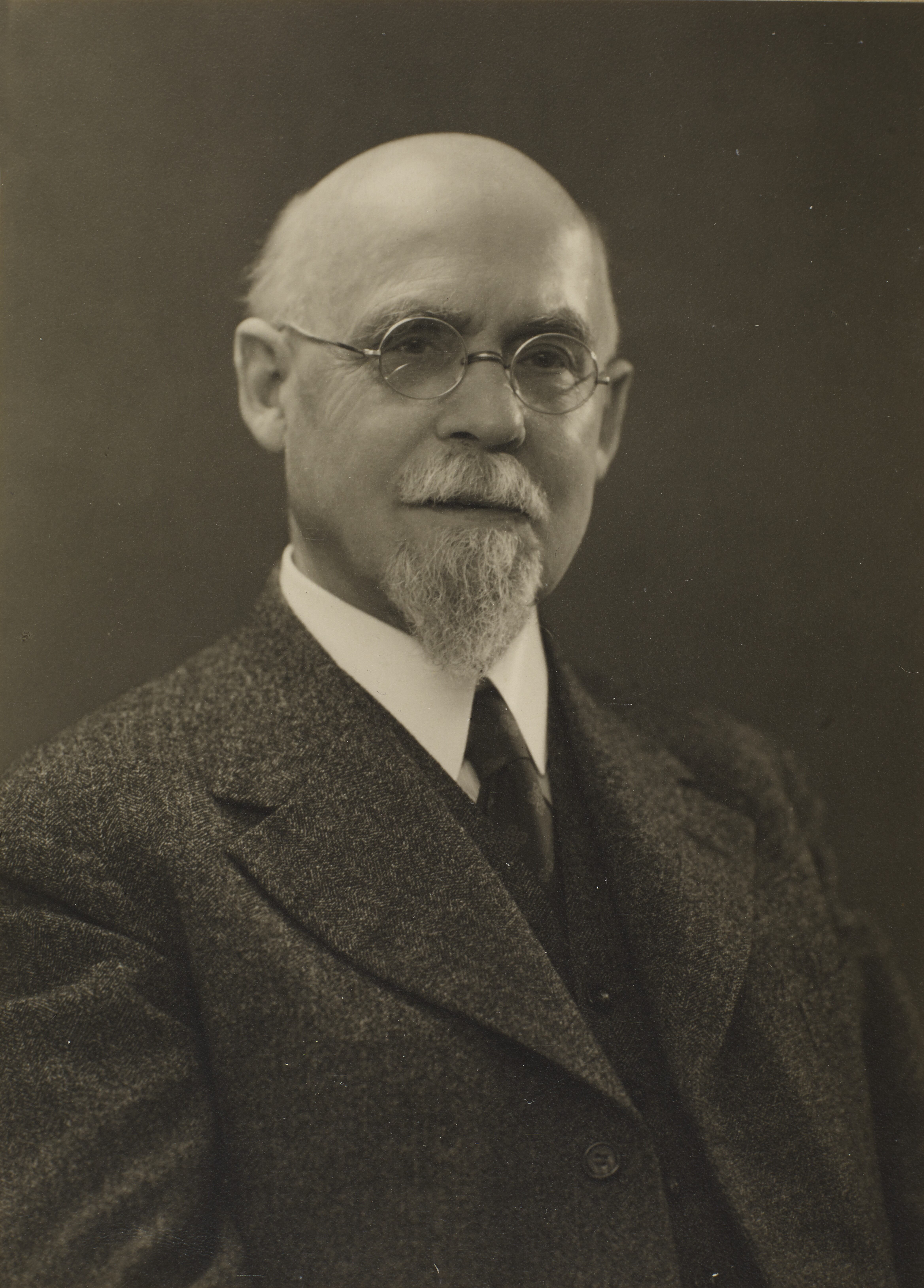
Aage Friis

Aage Friis (* 16. August 1870 in Korsør, Kirchspielsgemeinde Halskov; † 5. Oktober 1949 in Hellerup) war ein dänischer Historiker und Hochschullehrer.

## Leben
Aage Friis schloss seine Studien 1896 mit dem Magister der Geschichtswissenschaften ab. Er war von 1891 bis 1900, also schon während des Studiums, Mitarbeiter der Universitätsbibliothek der Universität Kopenhagen, an der er 1899 mit einer Dissertation über Andreas Peter von Bernstorff und Ove Høegh-Guldberg zum Dr. phil. promoviert wurde. 1913 wurde er zum Professor der Geschichte an der Universität Kopenhagen berufen, an der er bis zu seinem Ruhestand 1935 blieb. Er war 1932/1933 Rektor der Universität. 1919 gehörte er in Dänemark zu den Mitbegründern der Vereinigung Norden.
Aage Friis beschäftigte sich mit der dänischen Geschichte in ihren Bezügen zu Deutschland. Hier gab die Familie Bernstorff einen seiner Themenschwerpunkte in der Geschichte der Frühen Neuzeit vor; sein zweibändiges Werk Die Bernstorffs und Dänemark wurde auch ins Deutsche übersetzt. Aber auch als dänischer Biograph des jungen Bismarcks vor dessen Reichskanzlerzeit trat er in Dänemark hervor. Vor und nach dem Ersten Weltkrieg engagierte er sich als Mitglied der Det-Radikale-Venstre-Partei, zum Teil als Mitarbeiter des dänischen Außenministeriums, in der Sønderjylland-Frage, welche nach dem Krieg im Ergebnis der Volksabstimmung in Schleswig 1920 dazu führte, dass Nordschleswig wieder dänisch wurde. Mit dem deutschen Historiker Friedrich Meinecke war er freundschaftlich verbunden. Er wurde auf dem Solbjerg Parkkirkegård in Frederiksberg bestattet.

## Schriften (Auswahl)
- Andreas Peter Bernstorff und die Herzogtümer Schleswig und Holstein. In: Zeitschrift der Gesellschaft für Schleswig-Holsteinische Geschichte. Bd. 30 (1900), S. 251–336 (Digitalisat).
- Bismarck. Ungdomstiden 1815–1848. En Historisk Skildring. Gyldendal, Kopenhagen 1909
- Blixen Finecke og Bismarck: en brevveksling, Graebes Bogtrykkeri, Kopenhagen 1916 (Sonderdruck aus Danske Magazin (1916), S. 365–387)
- Die Bernstorffs und Dänemark: ein Beitrag zur politischen und kulturellen Entwicklungsgeschichte des dänischen Staates; 1750–1835, 2 Bände [Aus d. Dän.]. Weicher-Verlag [u. a.], Leipzig [u. a.] (Band 1, archive.org)

Redaktion
- Det nittende Aarhundrede. Skildret af nordiske videnskabsmaend. Gyldendal, Kopenhagen 1926–1928[3]

## Ehrungen
- Mitglied der Königlich Dänischen Akademie der Wissenschaften (1920)